# Эмбери, Шэйн
Шэйн Эмбери (англ. Shane Embury) — британский музыкант, наиболее известный как старейший участник дэт/грайндкор группы Napalm Death, бас-гитаристом которой он является с 1987 года.

## Ранняя биография и музыкальные влияния
Шэйн Эмбери родился 27 ноября 1967 года в посёлке Броусли (англ. Broseley), Шропшир, Англия. Слушать музыку начал с 5-6 летнего возраста. Среди наиболее ярких детских музыкальных впечатлений выделяет группы Slade, Sweet, The Osmonds, Гари Глиттера, мюзикл «Оливер!» по роману Чарльза Диккенса Приключения Оливера Твиста; среди альбомов, позже переменивших его представления о музыке — Never Say Die! группы Black Sabbath, Killing Machine Judas Priest и Jailbreak Thin Lizzy. Группами, открывшими ему глаза на по-настоящему экстремальную музыку называет Venom и Discharge. В 16 лет Эмбери бросил школу, работал на фабрике, в то же время увлёкся игрой на барабанах, затем освоил гитару.

## Музыкальная карьера
Первой полноценной группой Эмбери стал сформированный в начале 1984 года дэт/трэш-коллектив Warhammer (Майк Крэддок — вокал/бас, Уэйн Эстон и Митч Дикинсон — гитары, Эмбери — барабаны). Позднее Эмбери заявлял, что Warhammer с некоторыми оговорками была первой настоящей трэш-метал-группой Великобритании. В 1985 году группа записала в студии шеститрековое демо Abattoir of Death, а в 1986 распалась, поскольку Эмбери и Дикинсон хотели взять курс на более жёсткий музыкальный материал в духе Death,Possessed и Repulsion.
После этого Эмбери и Дикинсон создали дэтграйнд-группу Unseen Terror, в 1987 году записавшую альбом Human Error и испытывавшую постоянные проблемы с поиском подходящего бас-гитариста. Примерно в то же время Эмбери принимал участие в недолговечных коллективах Azaghtot (Питер Гилес — вокал/бас, Уэйн Эстон — гитара, Эмбери — барабаны) и Drop Dead, в котором Эмбери уже числился гитаристом. В Drop Dead помимо барабанщика Эндрю Уэйла (в дальнейшем члена Bolt Thrower) также играли будущие участники Napalm Death — Мик Харрис (вокал) и Джим Уайтли (бас).
Знакомство Эмбери с Napalm Death произошло 22 марта 1986 года на их выступлении в бирмингемском клубе The Mermaid, которое произвело на него неизгладимое впечатление. Став близким другом участников группы, Эмбери получил приглашение от Ника Буллена стать гитаристом группы и записать композиции для второй стороны дебютного альбома Scum, когда Джастин Броадрик покинул коллектив. Позднее Эмбери признавался, что на тот момент слегка струсил (англ. «sort of chickened out») и отказался, вследствие чего вакантное место гитариста ушло сначала к Фрэнку Хили из Sacriledge, а затем к Биллу Стиру из Carcass. Сожалея о том своём решении, летом 1987 года Эмбери незамедлительно принял предложение стать бас-гитаристом Napalm Death, которым является до сих пор.
Помимо работы в Napalm Death, Эмбери принимал и принимает участие в многочисленных сайд-проектах:
- индастриал/хардкор проект Blood From The Soul вместе с Лу Коллером (Sick of It All).
- индастриал проект Malformed Earthborn вместе с Дэнни Лилкером (Brutal Truth, Nuclear Assault) и Скоттом Льюисом (Exit-13).
- хардкор/панк группа Venomous Concept вместе с Дэнни Эррерой, Кевином Шарпом (Brutal Truth) и тем же Дэнни Лилкером.
- индастриал проект Митча Харриса Meathook Seed.
- дэтграйнд группа Lock Up, сформированная Эмбери вместе с Николасом Баркером и покойным Джесси Пинтадо, и работавшая с Петером Тэгтгреном и Томасом Линдбергом (At the Gates, Skitsystem) в качестве вокалистов.
- дэтграйнд группа Brujeria, в которой Шэйн участвует под псевдонимом Hongo.
- В 2004—2005 годах Эмбери выступал вместе с Anaal Nathrakh.

## Инструменты и оборудование[5]
- 4-х и 5-ти струнные бас-гитары Warwick Streamer Stage II
- усилитель WN XTreme 10.1
- кабинеты WCA 411 Pro и WCA 115 Pro

## Дополнительные сведения[1][2][6]
- В числе любимых групп Эмбери упоминает Sonic Youth, Cardiacs, Skinny Puppy, Cocteau Twins; нелюбимых — ABBA.
- Среди любимых бас-гитаристов выделяет Леса Клэйпула (Primus) и Гедди Ли (Rush), добавляя, что свой сценический образ в некотором роде позаимствовал у Конрада «Кроноса» Лэнта (басиста и вокалиста Venom).
- Самой слабой песней Napalm Death Шэйн считает «Unfit Earth» с альбома Harmony Corruption.
- Обладатель весьма колоритной внешности, Эмбери заявлял в интервью, что в детстве другие дети, увидев его, начинали или смеяться, или плакать.
- Эмбери ненавидит и боится крыс, и говорит, что причиной этой фобии скорее всего является прочитанная в детстве трилогия Герберта Джеймса Крысы.
- Из персонажей сказочной повести Роальда Даля Чарли и шоколадная фабрика Шэйн ассоциирует себя с жадным и прожорливым Августом Глупом.
- Шэйн читал все книги о Гарри Поттере, и самой удачной из них считает пятую — Гарри Поттер и Орден Феникса, так как автор сумела сделать её достаточно мрачной для детской книги.
- Любимый завтрак Эмбери — кукурузные хлопья Frost Flakes, которые он любит с детства и упоминает, что возможно именно они стали причиной его полноты.
- Эмбери ненавидит пиккалилли (острый соус с мелко нарезанными овощами).
- Шэйн признаётся, что некоторые кинофильмы способны тронуть его до слёз и в их числе упоминает фильм Тима Бёртона Крупная рыба.
- Пять любимых фильмов ужасов Эмбери: Седьмые врата ада, Маньяк, Хэллоуин, Восставший из ада 2 и Граница (Франция-Швейцария, 2007)[7]
- Пять любимых альбомов Эмбери: Horrified группы Repulsion, Black Metal Venom, To Dark Park Skinny Puppy, Victorialand Cocteau Twins, Wheels of Steel Saxon.
- Пять любимых песен Эмбери: '747 (Strangers in the Night) (Saxon), Pentagram (Possessed), Evil (Mercyful Fate), Cities (Strapping Young Lad), Warlock (Skinny Puppy).
- Пять любимых концертов Эмбери: Helmet (GBGB’S, Нью-Йорк, 1991 год), Extreme Noise Terror (Бирмингем, клуб The Mermaid, апрель 1986 года), Napalm Death (Бирмингем, клуб The Mermaid, март 1986 года), Venom + Exodus (Бирмингем, зал Odeon, 1985 год), Celtic Frost (Лондон, зал Hammersmith Palais, апрель 1986 года).
- Тремя наиболее значимыми грайндкор-альбомами Эмбери считает Horrified группы Repulsion, Inhale/Exhale Nasum и World Downfall Terrorizer.
- Тремя наиболее значимыми пластинками новой волны британского хэви-метала Эмбери называет Spellbound группы Tygers of Pan Tang, Wiped Out Raven и Court in the Act Satan.